# Небет тепе
Небет тепе е едно от днешните шест тепета, запазили се до наши дни, около които е построен град Пловдив. Заедно с Джамбаз тепе и Таксим тепе формира Трихълмието, днес по-известно като Старинен Пловдив, на което е бил разположен античният град. Археологическият комплекс „Небет тепе“ е признат за паметник на културата от национално значение. В него са разкрити останки от първото праисторическо селище, което датира от каменно-медната епоха (IV-III хил. пр.н.е.).

## Наименование
Името Небет произлиза от турските думи „невбет“, т.е. „стража“ и „тепе“ – „хълм“. Предполага се, че през античността на хълма е бил разположен гарнизонът, който охранявал античния град. Друго наименование на хълма е „Музеев хълм“, като това име е свързано с най-даровития ученик на Орфей – тракиеца Музей. В по-късни времена се използва и името Евмолпия, с което античните автори са наричали Пловдив.
За кратко Небеттепе е носило и името на новородения наследник на българския престол княз Симеон Сакскобургготски.

## История
Предполага се съществуването на няколко праисторически селища в Пловдив, като най-старото и най-значимото е това, разположено върху Небет тепе. Първоначално селището възниква в естествено укрепеното и защитено място на предната част на северния хълм. Постепенно то се разширява и към останалите хълмове. По това време градът е бил населяван от тракийското племе беси, като учените все още не могат да дадат еднозначно мнение за името на града – Евмолпия или Пулпудева.
През 342 г. пр.н.е. Филип Македонски превзема тракийското селище на Небет тепе и го прекръства на Филипопол. През периода на елинизма градът се разраства в източна посока, предимно в пределите на Трихълмието и тяхното подножие.
Комплексът „Небет тепе“ продължава да играе важна роля като елемент от укрепленията на града до XIV век с множество допълнения и подобрения по време на Античността и Средновековието.

## Античен комплекс
При разчистване на Небет тепе са открити останки от крепости стени и кули, а също и от други постройки. Най-старата част на крепостта е изпълнена без каквато и да било спойка, с големи сиенитни блокове в т.нар. циклопски градеж. През елинистическата епоха древнотракийската Евмолпия се разширява по цялото Трихълмие, както и в подножието му, а старото заселище с крепостта на Небет тепе се превръщат в цитадела на градския акропол, обхванал най-високите части на трите хълма. От този период са останките на западната крепостна стена с внушителната четириъгълна кула и вход от вътрешната ѝ страна. Има запазени дебели крепостни стени, обграждащи дворец и допълнителни постройки.
Едно от най-интересните разкрития е уникална потерна от римско време – таен тунел в скалния масив на северната стена от времето на Юстиниан Велики (VI век). Според предположение през него е преминавал апостол Павел. В тунела има запазено стълбище, отвеждало до десния бряг на реката: историци смятат, че някога оттам е минавала река Марица, чието корито е било толкова голямо, че е заемало днешния бул. „Шести септември“.
Запазени са също така и водохранилища, използвани при вражески обсади. Съхраненото и до днес правоъгълно водохранилище предизвиква интерес с размерите си и вместимостта от 350 куб.м. Той е изграден от редуващи се пояси от камъни и тухли, а стените и подът му са с хидрофобна замазка. В подножията на хълма се намират църквите „Свети Константин и Елена“ и „Света Неделя“.

## Валели тепе
През XVII в. в описанието си за Пловдив Евлия Челеби споменава и Валели тепе. По това време имало и махала със същото име. Гръцкият историк Козмас Апостолидис предполага, че става дума за „изломеното северозападно разклонение на Небеттепе“, от което през ХХ в. останал единствено споменът. Указанието на Апостолидис посочва доста точно мястото на тепето – намирало се при кръстовището на булевардите „Шести септември“ и „Цар Борис III“.

## Археологически комплекс "Небет тепе"
Археологическият комплекс "Небет тепе" е проучен, консервиран и експониран по проект „По крепостните стени на Филипопол“, а от 20 март 2025 г. се управлява от Регионален археологически музей – Пловдив, достъпен е за посетители и предлага автентично културно-историческо преживяване и впечатляваща панорама. Музеят осигурява специализирани беседи, достъпни след предварително записване.

## Разни
На тепето се намират
- Храм „Света Неделя“
- Храм „Св. св. Константин и Елена“
- Храм „Свети Кеворк“
- Ентографския музей
- Историческия музей
- Художествената галерия
- Балабановата къща
- Къщата на Хиндлиян
- Къщата на Артин Гидиков
- Къщата и мазата на хаджи Драган Калофереца
- Къщата на д-р Димитър Бирдас
- Къщата на д-р Стоян Чомаков
- Къщата на В. Стамболян
- Къщата на Недкович
- Площад „Хисар Капия“
- Площад „Св. св. Константин и Елена“
- Улица „Съборна“
- Арменското училище „Виктория и Киркор Тютюнджиян“

До тепето се намират
- Пловдивската духовна семинария
- Житен пазар

## Галерия
- Останки от крепостни стени и сгради
- Водохранилището
- Квардратната кула и западните стени
- Вътрешността на водохранилището
- Източна крепостна стена
- Потерната от римско време
- Източни укпрепления
- Останки от порта